# Empis kirgizica
Empis kirgizica är en tvåvingeart som beskrevs av Chvala 1999. Empis kirgizica ingår i släktet Empis och familjen dansflugor. Inga underarter finns listade i Catalogue of Life.